# Eremisca major
Eremisca major là một loài ruồi trong họ Asilidae. Eremisca major được Lehr miêu tả năm 1964. Loài này phân bố ở vùng Cổ Bắc giới.